# Auslobung
Die Auslobung ist nach deutschem Zivilrecht ein einseitiges Rechtsgeschäft, mit dem der Auslobende eine Belohnung für die Vornahme einer Handlung, insbesondere die Herbeiführung eines Erfolges, aussetzt (§ 657 BGB).

## Regelung
Die Auslobung ist ein einseitiges Rechtsgeschäft in Form einer einseitigen Willenserklärung, die zu ihrer Wirksamkeit der Abgabe, nicht jedoch des Zugangs oder der Annahme bedarf. Dabei kommt es bei der Auslobung darauf an, dass das Versprechen der Öffentlichkeit, etwa durch Anschlag, bekannt gemacht wird.
Anspruch auf die Belohnung hat derjenige, der die geforderte Handlung als Erster vornimmt, und zwar auch dann, wenn er von der Auslobung gar keine Kenntnis hatte. Bei gleichzeitiger Vornahme ist die Belohnung aufzuteilen oder, wenn dies nicht möglich oder von dem Auslobenden nicht so vorgesehen ist, durch Los zuzuteilen, § 659 Abs. 2 BGB. Die Auslobung kann gem. § 658 Abs. 1 Satz 1 BGB bis zur Vornahme der betreffenden Handlung durch öffentliche Bekanntmachung oder durch besondere Mitteilung widerrufen werden, wenn nicht (so im Zweifel durch Setzen einer Frist) auf die Möglichkeit des Widerrufs verzichtet wurde (§ 658 Abs. 2 BGB).
Zu beachten ist auch der in § 660 geregelte Fall, in dem mehrere Personen durch unterschiedliche Handlungen gemeinsam zum durch die Auslobung verfolgten Zweck (z. B. Finden eines entlaufenen Haustieres, Ergreifen eines Flüchtigen) beigetragen haben und eine Belohnung – wenn möglich – unter ihnen entsprechend ihrer Tatbeiträge aufgeteilt wird.
Eine Sonderform der Auslobung ist das Preisausschreiben gemäß § 661 BGB, bei dem die ausgelobte Handlung innerhalb einer gesetzten Frist auch von mehreren vorgenommen werden kann. Über den ausgesetzten Preis entscheidet bei mehreren Beteiligten das Los, soweit es sich um gleichartige Bewerbungen handelt, oder der Auslobende (oder die von ihm eingesetzte Person), wenn die Bewerbungen unterschiedlich bewertet werden können. Erfolgt bei einem Preisausschreiben die Gewinnübergabe an einem besonderen, dafür vorgesehenen Ort, muss das verantwortliche Unternehmen dafür sorgen, dass die Anreise der Teilnehmer gesichert ist. Zudem muss der Veranstalter die Reisekosten des Gewinners tragen.
Im Jahr 1772 wurden unter Pfalzgraf Karl IV. der Verhütung eines Feuerbrandes dienende strenge Anordnungen erlassen, nachdem in vielen Dörfern des Herrschaftsgebiets immer wieder ganze Häuserreihen abbrannten. Hierin wurde auch festgelegt, dass für denjenigen, der sich bei einer Brandbekämpfung durch Eifer, Mut und Unerschrockenheit besonders auszeichnete, eine Belohnung bis zu vier Talern ausgesetzt wird.
Weitere Formen der Auslobung sind Ergreiferprämien, insbesondere Kopfgelder.

## Verbreitung
Viele Kunstpreise und Preise bei Architektenwettbewerben werden ausgelobt.
In der Technikgeschichte wurden zahlreiche Preise für bestimmte technische Leistungen ausgelobt und früher oder später auch ausgezahlt. Bekannte Beispiele sind:
- Die X Prize Foundation lobte Geld aus für den ersten kommerziellen Weltraumflug und für die erste privat finanzierte Mondlandung (eines Roboters).
- Die Royal Aeronautical Society lobt die Kremer-Preise zur Förderung des Muskelkraftfluges aus.

Auch sportliche Wettkämpfe, auf denen Preise verliehen werden und auf denen die sportliche Leistung durch einen oder mehrere Preisrichter bewertet werden, fallen unter das Preisausschreiben nach § 661 BGB; so insbesondere das Reit- und Springturnier.

## Hohe Geldauslobungen in Deutschland

Tatort des Juwelenraubes vom 25. November 2019 mit Polizeiabsperrung

Im Zusammenhang mit der Aufklärung des Juwelendiebstahls in Dresden im November 2019 wurde eine Belohnung von 1,5 Mio. Euro ausgelobt.